# دریاچه کویباغار
دریاچه کویباغار (به قزاقی: Koybagar) یک دریاچه در قزاقستان است که در حوضه تورگای واقع شده‌است.